# Robert Napper
Pour les articles homonymes, voir Napper.
 (avril 2014).
Si vous disposez d'ouvrages ou d'articles de référence ou si vous connaissez des sites web de qualité traitant du thème abordé ici, merci de compléter l'article en donnant les références utiles à sa vérifiabilité et en les liant à la section « Notes et références ».
Robert Clive Napper (né le 25 février 1966) est un tueur en série britannique. Il a été condamné pour trois meurtres et un viol.

## Biographie
Pendant son enfance, Napper a été souvent battu par sa mère, et à l'âge de 13 ans, il est agressé sexuellement par un ami de sa famille dans un camping de vacances.
En 1989, Napper est arrêté pour viol. En 1992, il poignarde Rachel Nickell (en) et son fils Alex âgé de 2 ans. Rachel meurt des suites de ses blessures. En 1993, il commet un double meurtre en tuant Samanta Bisset et sa fille Jazmine. 
Napper est finalement arrêté en mai 1993 et condamné à être placé en institution psychiatrique du fait qu'il est jugé irresponsable. Les psychiatres ont également diagnostiqué que c'était un schizophrène paranoïaque et qu'il avait le syndrome d'Asperger.

## Documentaires télévisés
- « Robert Napper, l'éventreur de Plumstead » dans Portraits de criminels sur RMC Story et sur RMC Découverte.